# شهرستان مانتگامری، مریلند
شهرستان مونتگومِری (به انگلیسی: Montgomery County) یکی از شهرستان‌های ایالت مریلند در کشور آمریکا است که در شمال شهر واشینگتن دی.سی. و جنوب غربی شهر بالتیمور قرار دارد. شهرستان مونتگومری یکی از ثروتمندترین شهرستان‌های کشور آمریکا به‌شمار می‌آید،
و دارای بیشترین جمعیت تحصیلکرده با مدرک کارشناسی ارشد یا بالاتر (در گروه سنی بالای ۲۵ سال) در آمریکا است. شهر راکویل بزرگترین منطقهٔ شهری و مرکز دیوانسالاری شهرستان مونتگومری است.
شهرستان مونتگومری جزئی از کلان‌شهرهای واشینگتن دی.سی. و بالتیمور-واشینگتن به‌شمار می‌آید. جمعیت این شهرستان ۹۷۱٬۷۷۷ نفر است.